# Таско Грозданов
Таско Грозданов (Београд, 24. фебруар 1951) српски је научник у областима атомске и молекуларне физике и физичке хемије. Научни је саветник Института за физику у Београду и професор Београдског Ууниверзитета.

## Биографија
Таско Грозданов је рођен 24. фебрурара 1951. године у Београду, Социјалистичка Федеративна Република Југославија. Овде је завршио основну школу и Математичку гимназију, а потом и Елелктротехнички факултет у Београду где је 1974. као најбољи студент дипломирао на Отсеку за техничку физику. Магистрирао је на Природно-математичком факултету у Београду 1977. у области атомске физике, а потом и докторирао на истом факултету 1981. у областима атомске и молекулране физике на тему физике атомских сударних процеса. Постдокторске спцеијалзације је завршио у Лељинграду 1982. и потом у Лос Анџелесу 1984-1986, где је касније добио звање професора.

## Каријера
Таско Грозданов је од 1975. стално запослен на Института за физику у Београду. Статус професора на Природно-математичком факултету у Београду добија 1992. године. Од 1993 до 1999 је на позицији Directeur de recherche associe de CNRS ( Laboratoire de Dynamique Moleculaire et Atomique) у Паризу, Француска. Статус професора и саветика на Факултету за Хемију Универзитета Јужне Калифорније (САД) добија 1994. где је професор по позиву до 1995. Од 1995-2004. добија статус редовног професора при Лабараторију за динамику молекула и атома, у Паризу, Француска.
Потом, на Природно-математичком факултету у Београду предаје низ предмета у обласима атомске и молекуларне физике, а посебно атомске системе, кватну механику, теорију расејања и сродне предмете.  Аутор је више од 150 научних радова који су углавном објављени у индексираним међународним часописима..